# Ugo Ruggeri (ciclista)
Ugo Ruggeri (Milano, 5 aprile 1893 – San Francisco, 9 maggio 1990) è stato un ciclista su strada italiano.
Fu professionista dal 1914 al 1924.

## Carriera
Partecipò a tre edizioni del Giro d'Italia tra il 1919 ed il 1923, concludendo al decimo posto in quello del 1919. Ottenne il terzo posto al Giro del Piemonte nel 1917 e si impose nella Coppa Caivano del 1922.

## Palmarès
- 1922

Coppa Caivano

## Piazzamenti

### Grandi giri
- Giro d'Italia

1919: 10º
1923: 26º

### Classiche
- Giro di Lombardia

1921: 28º